# Émeutes de 2008 du Guizhou
Les émeutes de 2008 du Guizhou sont des émeutes ayant eu lieu en Chine le 28 juin 2008. Des milliers d'habitants du Xian de Weng'an, dans la préfecture autonome buyei et miao de Qiannan, dans la province du Guizhou, saccagent des bâtiments du gouvernement et brûlent plusieurs voitures de police, accusant la police de couvrir les meurtriers d'une jeune fille.

## Incident
Une jeune fille de 16 ans, habitante de l'endroit, nommée Li Shufen (李树芬), née en juillet 1991 est découverte morte dans la rivière après avoir été vue en compagnie de deux jeunes hommes, accusés par la suite d'avoir des liens familiaux avec le bureau de sécurité publique local. Les habitants affirment alors qu'elle a été violée et tuée par le fils d'un officiel important de Weng'an, ainsi qu'un autre jeune, et que son corps a été ensuite jeté dans la rivière. Les autorités affirment le contraire : d'après eux les deux jeunes sont de familles de fermiers.
Les parents décident alors de garder le cercueil de leur fille jour et nuit, de peur que la police locale essaie d'effacer des preuves ; ils affirment avoir empêché deux tentatives de vol du corps. Une centaine d'habitants les aident alors à garder le cercueil,.
Le corps de la jeune fille est découvert le 22 juin. Le rapport initial de la police affirme qu'elle s'est noyée ou s'est suicidée,. Un document fourni par le gouvernement local indique que la jeune fille était malheureuse car ses parents favorisaient son frère aîné. Guizhou Daily, journal contrôlé par le gouvernement, affirme que la famille fait preuve de trop d'émotion pour accepter les conclusions
Les proches de la jeune fille se plaignent d'une mauvaise enquête et d'une possible corruption de la police locale. Un des parents affirme qu'un officier de police l'a menacé : « n'essayez même pas une procédure, il n'y a pas de justice en ce monde ».
Les médias officiels de Guizhou publient la première interview de trois amis de la jeune fille le 4 juillet. Ils sont les derniers à l'avoir vue vivante :
- Chen Guangquan (陈光权), 21 ans, est le petit ami de la victime. Il nie un quelconque viol[12].
- Liu Yanchao (刘言超), 18 ans, déclare s'être appuyé sur le pont, avant de lutter pour la sauver
- Wang Jiao (王娇), 16 ans, est aussi présente sur les lieux.

## Protestations
Environ 500 lycéens manifestent devant le bureau de sécurité publique, mais sont dispersés brutalement. L'oncle de la jeune fille, un professeur, est battu et interrogé par la police ; des rumeurs circulent selon laquelle il est mort de ses blessures à l'hôpital local, ce qui n'est pas confirmé. Une masse de plusieurs milliers de personnes commence alors à retourner des voitures et mettre le feu à des bâtiments du gouvernement, y compris le quartier général du Parti communiste chinois, Associated Press rapporte que « 30,000 citoyens en colère essaimèrent les rues ». Les émeutes durent 7 heures et 150 personnes sont blessées. Environ 160 bâtiments et 40 voitures sont brûlées.
Les autorités estiment à environ 300 les personnes ayant pris part aux émeutes, d'autres sources parlant de 200 émeutiers arrêtés. Plus de 1 500 agents paramilitaires et de police anti-émeute sont répartis dans le pays. La police détient 59 personnes pour leur rôle présumé.

## Réponse gouvernementale
Les photographies et les commentaires sur Internet sont rapidement supprimés par la censure chinoise. Le gouvernement lance une campagne pour désamorcer la protestation alors que les Jeux olympiques de 2008 à Pékin doivent montrer l'harmonie et la stabilité sociale de la Chine. Une « Directive de stabilité olympique » est annoncée après les émeutes. Les autorités de sécurité publique du Guizhou offrent 9 000 yuans aux parents de la jeune fille, 3 000 par suspect. Le père déclare qu'il « n'acceptera jamais un marché diabolique, qu'[ils] ont besoin de rechercher la justice pour [leur] fille. »
Le chef du parti communiste à Guizhou, Shi Zongyuan (石宗源), estime que l'usage qui a été fait de la force par les officiels locaux a contribué à étendre le mécontentement. Il déclare par la suite que la protestation était « brutale et demandant des solutions rudes » de la part des autorités locales pour résoudre les conflits autour des mines, la démolition d'habitations pour des projets publics, le relogement d'habitants pour des constructions, et beaucoup d'autres problèmes. Plusieurs responsables locaux, dont le chef du parti à Weng'an, sont démis de leurs fonctions pour atteinte au devoir le 3 et le 4 juillet.
L'agence Xinhua annonce le 1er juillet que l'enquête devrait être rouverte. Le gouvernement provincial envoie dix enquêteurs et experts pour cela. L'autopsie est menée par cinq experts du Bureau de sécurité publique de Guizhou et de la Haute cour du peuple. Après trois autopsies, ils indiquent ne pas avoir trouvé de signe d'atteinte sexuelle. Li Xiuzhong, le père de la jeune fille, refuse alors les conclusions de l'autopsie, déclarant « il n'y a rien que je puisse faire, ils ont envoyé dix officiels chez moi, qui me regardent jour et nuit. Ils essaient de me faire peur en me disant que [si je dis quelque chose de mal], d'autres émeutes peuvent survenir, et que je dois garder à l'esprit que la sécurité nationale est en jeu ».
Li Shufen est enterrée à 20 km de Weng'an. Les autorités locales déclarent que chaque année, 600 à 800 affaires criminelles sont traitées dans le pays, mais que la moitié ne sont pas résolues.

## Source
- (en) Cet article est partiellement ou en totalité issu de l’article de Wikipédia en anglais intitulé « 2008 Weng'an riot » (voir la liste des auteurs).